# Vadencourt (Somme)
Vadencourt es una comuna francesa situada en el departamento de Somme, en la región de Alta Francia.

## Demografía
| 81 | 80 | 73 | 74 | 93 | 104 | 107 |
| Para los censos de 1962 a 1999 la población legal corresponde a la población sin duplicidades (Fuente: INSEE [Consultar]) |    |    |    |    |     |     |